# Studio Life
Studio Life (劇団スタジオライフ, Gekidan sutajio raifu) est compagnie de théâtre japonaise fondée en 1985 et basée à Nakano, Tokyo. Composée exclusivement d'acteurs hommes, la troupe joue principalement des adaptations de mangas ainsi que des textes occidentaux.

## Histoire
Jun Kurata et Kiichirō Kawauchi sont deux membres de la troupe Engeki shūdan En (演劇集団円), spécialisée dans le théâtre shingeki, un style réaliste inspiré du théâtre occidental. En 1985 ils quittent la troupe et fondent la compagnie Studio Life, Kiichirō Kawauchi devient acteur et président de la compagnie quand Jun Kurata devient metteuse en scène et scénariste de la compagnie,. Pendant près de 10 ans et à rebours du shingeki, la compagnie se spécialise dans le théâtre de type Shō-Gekijō (小劇場, petit théâtre), un théâtre corporel qui mise sur la proximité entre les acteurs et l'audience.
La compagnie est originellement mixte, mais le manque d'actrice force certains acteurs à se travestir pour des rôles féminins à partir de 1987, et à partir de 1989 plus aucune femme ne reste parmi les acteurs.
En 1996 Kurata décide d'adapter en pièce de théâtre le manga Le Cœur de Thomas de Moto Hagio. Cette adaptation joue un rôle pivot dans l'histoire de la compagnie : la compagnie revient au réalisme du shingeki et investi le registre tanbi (耽美), un registre centré sur la beauté, le romanticisme, la décadence, et met souvent en scène l'homoérotisme masculin. À partir de cette date, la compagnie adapte ainsi de nombreuses pièces du répertoire tanbi, qui puise principalement dans les shōjo mangas ou des textes occidentaux, comme La Mort à Venise de Thomas Mann ou encore les pièces de William Shakespeare.
Le président et acteur de la compagnie, Kiichirō Kawauchi, meurt en 2014 à l'âge de 64 ans.